# Le Taureau blanc
Le Taureau blanc est un conte philosophique de Voltaire paru en 1774.

## Résumé
I. La princesse égyptienne Amaside a été séparée de son bien-aimé, le prince Nabuchodonosor, par son père le roi Amasis, qui lui interdit même de prononcer son nom. Un jour, en promenade au bord du Nil avec le mage Mambrès, elle rencontre une vieille femme, qu’accompagnent serpent, ânesse, chien, bouc, corbeau, ainsi qu’un taureau blanc qui accourt vers elle, et qu’elle voudrait acheter.
II. Mambrès reconnaît en la vieille la pythonisse d’Endor, qu’il avait croisée sept cents ans plus tôt, juste après la chute de Troie. Celle-ci refuse de vendre le taureau, mais propose de l’amener tous les jours près du palais, à condition qu’il reste sous la garde des autres animaux.
III. Amaside interroge le serpent, qui se révèle être celui qui a tenté Adam et Ève : elle veut connaître l’histoire du taureau. Le serpent lui révèle qu’il s’agit de Nabuchodonosor, victime d’un sort jeté à la demande d’Amasis.
IV. Informé, le roi décide de faire exorciser sa fille et de sacrifier le taureau. Mais l’exorcisme ne peut avoir lieu tant que le Dieu-bœuf Apis, qui venait de mourir à Memphis, n’a pas été remplacé.
V. Mambrès veut envoyer le chien, l’ânesse, le corbeau et le pigeon porter quatre messages à Memphis, en proposant que le taureau blanc devienne le Dieu Apis. Mais le corbeau refuse.
VI. Les prophètes Daniel, Ézéchiel et Jérémie sont conviés à dîner par Mambrès, mais le taureau blanc les attaque et ils sont changés en pies. 
VII. Prévenu par le corbeau des plans de Mambrès, le roi Amasis veut sans attendre sacrifier le taureau blanc, mais accepte finalement un délai du huit jours.
VIII. Pendant ce temps, le serpent conte des histoires à Amaside, toutes tirées de la Bible, et toutes invraisemblables.
IX. Elle les rejette, réclamant qu’un conte, sous le voile de la fable, « laisse entrevoir aux yeux exercés quelque vérité. »
X. Isis, Osiris et Horus arrivent en cortège pour chercher le taureau blanc afin d’en faire leur Dieu.
XI. Le roi et sa fille les reconduisent. Mais quand ils sont arrivés à la frontière, le charme se dissipe : le taureau retrouve forme humaine, et il peut épouser Amaside, la préférant à son nouveau statut de Dieu.

## Histoire éditoriale
Le conte est achevé au printemps 1773. Le texte est publié dans trois livraisons de la Correspondance littéraire de Grimm de novembre 1773 à janvier 1774. Une autre version est publiée par l'éditeur genevois Cramer en 1774. Une troisième version paraît en mars 1774, prétendument éditée à Londres.

## Analyse
Voltaire part du Livre de Daniel, dans l'Ancien Testament, verset IV, 25, selon lequel Nabuchodonosor a été changé en bœuf.  Il veut rendre évident ce que la Bible a pour lui d’inacceptable, et souligner l’incohérence des croyances traditionnelles, qui s’exprime ici par la juxtaposition de religions et de mythologies disparates. 
La Princesse de Babylone est le divertissement d’un érudit, qui prolonge l’action militante des Questions sur l’Encyclopédie. Ainsi, les épisodes bibliques du corbeau de Jérémie, des mésaventures de Nabuchodonosor, du poisson de Jonas, de l’ânesse de Balaam, de l’histoire d’Ézéchiel, sont la transposition sur le mode ironique des articles Ararat, Asphalte, Ézéchiel, Expiation, Enchantement.
S'ajoutent à la narration des épisodes des Métamorphoses d’Ovide et des Mille et une nuits. Le dialogue entre Amaside et le serpent, lui, est une réécriture de la Genèse.
Les décors sont en carton-pâte, on côtoie les catastrophes avec gentillesse, le merveilleux va de soi, l’incohérence paraît logique, l’anachronisme naturel. Le comique provient de l’exagération systématique, tantôt gratuite, tantôt assortie d’ironie pour les textes sacrés.